# Olympische Sommerspiele 2012/Teilnehmer (Mongolei)
| Gelbes Symbol für Goldmedaillen mit stilisierten Olympischen Ringen | Graues Symbol für Silbermedaillen mit stilisierten Olympischen Ringen | Braundes Symbol für Bronzemedaillen mit stilisierten Olympischen Ringen |
| ------------------------------------------------------------------- | --------------------------------------------------------------------- | ----------------------------------------------------------------------- |
| —                                                                   | 2                                                                     | 3                                                                       |

Die Mongolei nahm in London an den Olympischen Spielen 2012 teil.

## Flaggenträger
Der Marathonläufer Bat-Otschiryn Ser-Od trug die Flagge der Mongolei während der Eröffnungsfeier.

## Teilnehmer nach Sportarten

### Bogenschießen
| Athleten                    | Wettbewerb | Qualifikation | Qualifikation | 1. Runde          | 1. Runde | 2. Runde         | 2. Runde      | Achtelfinale  | Achtelfinale  | Viertelfinale | Viertelfinale | Halbfinale    | Halbfinale    | Finale        | Finale        | Rang |
| Athleten                    | Wettbewerb | Ringe         | Rang          | Gegner            | Ergebnis | Gegner           | Ergebnis      | Gegner        | Ergebnis      | Gegner        | Ergebnis      | Gegner        | Ergebnis      | Gegner        | Ergebnis      | Rang |
| --------------------------- | ---------- | ------------- | ------------- | ----------------- | -------- | ---------------- | ------------- | ------------- | ------------- | ------------- | ------------- | ------------- | ------------- | ------------- | ------------- | ---- |
| Frauen                      |            |               |               |                   |          |                  |               |               |               |               |               |               |               |               |               |      |
| Bischindeegiin Urantungalag | Einzel     | 652           | 18            | Alison Williamson | 7:3      | Jennifer Nichols | 6:4           | Lee Sung-jin  | 0:6           | ausgeschieden | ausgeschieden | ausgeschieden | ausgeschieden | ausgeschieden | ausgeschieden | 9    |
| Männer                      |            |               |               |                   |          |                  |               |               |               |               |               |               |               |               |               |      |
| Dschantsangiin Gantögs      | Einzel     | 669           | 19            | Rahul Banerjee    | 0:6      | ausgeschieden    | ausgeschieden | ausgeschieden | ausgeschieden | ausgeschieden | ausgeschieden | ausgeschieden | ausgeschieden | ausgeschieden | ausgeschieden | 33   |

### Boxen
| Athleten                     | Wettbewerb                   | 1. Runde         | 1. Runde              | Achtelfinale            | Achtelfinale          | Viertelfinale  | Viertelfinale         | Halbfinale      | Halbfinale             | Finale          | Finale                | Rang   |
| Athleten                     | Wettbewerb                   | Gegner           | Ergebnis              | Gegner                  | Ergebnis              | Gegner         | Ergebnis              | Gegner          | Ergebnis               | Gegner          | Ergebnis              | Rang   |
| ---------------------------- | ---------------------------- | ---------------- | --------------------- | ----------------------- | --------------------- | -------------- | --------------------- | --------------- | ---------------------- | --------------- | --------------------- | ------ |
| Männer                       |                              |                  |                       |                         |                       |                |                       |                 |                        |                 |                       |        |
| Pürewdordschiin Serdamba     | Halbfliegengewicht bis 49 kg | Freilos          | Freilos               | Devendro Singh Laishram | 11:16 (3:4, 2:4, 6:8) | ausgeschieden  | ausgeschieden         | ausgeschieden   | ausgeschieden          | ausgeschieden   | ausgeschieden         | 9      |
| Njambajaryn Tögstsogt        | Fliegengewicht bis 52 kg     | Elvin Mamishzada | 18:11 (4:5, 7:3, 7:3) | Vincenzo Picardi        | 17:16 (4:6, 6:4, 7:6) | J. Latipov     | 15:10 (4:5, 5:3, 6:2) | Michail Alojan  | 15:11 (6:4, 5:4, 4:3)  | Robeisy Ramírez | 14:17 (5:6, 4:4, 5:7) | Silber |
| Urantschimegiin Mönch-Erdene | Halbweltergewicht bis 64 kg  | Zdeněk Chládek   | 20:12 (6:3, 7:5, 7:4) | Richarno Colin          | 15:12 (4:3, 6:5, 5:4) | Thomas Stalker | 23:22 (6:6, 8:7, 9:9) | Denys Berinchyk | 21:29 (6:4, 9:8, 6:17) | ausgeschieden   | ausgeschieden         | Bronze |
| Bjambyn Tüwschinbat          | Weltergewicht bis 69 kg      | Yannick Mbemy    | 17:4 (5:1, 6:1, 6:2)  | Alexis Vastine          | 12:13 (3:3, 3:6, 6:4) | ausgeschieden  | ausgeschieden         | ausgeschieden   | ausgeschieden          | ausgeschieden   | ausgeschieden         | 9      |

### Judo
| Athleten                     | Wettbewerb        | 1. Runde Round of 64 | 1. Runde Round of 64 | 2. Runde Round of 32 | 2. Runde Round of 32 | Achtelfinale Round of 16 | Achtelfinale Round of 16 | Viertelfinale Quarter Final | Viertelfinale Quarter Final | Hoffnungsrunde Halbfinale Repechage | Hoffnungsrunde Halbfinale Repechage | Halbfinale    | Halbfinale    | Hoffnungsrunde Finale Bronze Medal | Hoffnungsrunde Finale Bronze Medal | Finale           | Finale        | Rang   |
| Athleten                     | Wettbewerb        | Gegner               | Ergebnis             | Gegner               | Ergebnis             | Gegner                   | Ergebnis                 | Gegner                      | Ergebnis                    | Gegner                              | Ergebnis                            | Gegner        | Ergebnis      | Gegner                             | Ergebnis                           | Gegner           | Ergebnis      | Rang   |
| ---------------------------- | ----------------- | -------------------- | -------------------- | -------------------- | -------------------- | ------------------------ | ------------------------ | --------------------------- | --------------------------- | ----------------------------------- | ----------------------------------- | ------------- | ------------- | ---------------------------------- | ---------------------------------- | ---------------- | ------------- | ------ |
| Frauen                       |                   |                      |                      |                      |                      |                          |                          |                             |                             |                                     |                                     |               |               |                                    |                                    |                  |               |        |
| Mönchbatyn Urantsetseg       | Klasse bis 48 kg  | –                    | –                    | Freilos              | Freilos              | Alexandra Podrjadowa     | 010:0001                 | Alina Dumitru               | 001:0112                    | Paula Pareto                        | 0002:0011                           | ausgeschieden | ausgeschieden | ausgeschieden                      | ausgeschieden                      | ausgeschieden    | ausgeschieden | 7      |
| Mönchbaataryn Bundmaa        | Klasse bis 52 kg  | –                    | –                    | Linouse Desravine    | 100:000              | Yanet Bermoy Acosta      | 000:020                  | ausgeschieden               | ausgeschieden               | ausgeschieden                       | ausgeschieden                       | ausgeschieden | ausgeschieden | ausgeschieden                      | ausgeschieden                      | ausgeschieden    | ausgeschieden | 9      |
| Dordschsürengiin Sumjaa      | Klasse bis 57 kg  | –                    | –                    | Kim Jan-di           | 0001:001             | ausgeschieden            | ausgeschieden            | ausgeschieden               | ausgeschieden               | ausgeschieden                       | ausgeschieden                       | ausgeschieden | ausgeschieden | ausgeschieden                      | ausgeschieden                      | ausgeschieden    | ausgeschieden | 17     |
| Tsedewsürengiin Mönchdsajaa  | Klasse bis 63 kg  | –                    | –                    | Jennifer Anson       | 110:000              | Johanna Ylinen           | 100:000                  | Gévrise Émane               | 001:001                     | –                                   | –                                   | Urška Žolnir  | 000:100       | Yoshi Ueno                         | 0002:001                           | ausgeschieden    | ausgeschieden | 5      |
| Pürewdschargalyn Lchamdegd   | Klasse bis 78 kg  | –                    | –                    | Freilos              | Freilos              | Gemma Gibbons            | 001:0021                 | ausgeschieden               | ausgeschieden               | ausgeschieden                       | ausgeschieden                       | ausgeschieden | ausgeschieden | ausgeschieden                      | ausgeschieden                      | ausgeschieden    | ausgeschieden | 9      |
| Männer                       |                   |                      |                      |                      |                      |                          |                          |                             |                             |                                     |                                     |               |               |                                    |                                    |                  |               |        |
| Dawaadordschiin Tömörchüleg  | Klasse bis 60 kg  | Freilos              | Freilos              | Felipe Kitadai       | 000:011              | ausgeschieden            | ausgeschieden            | ausgeschieden               | ausgeschieden               | ausgeschieden                       | ausgeschieden                       | ausgeschieden | ausgeschieden | ausgeschieden                      | ausgeschieden                      | ausgeschieden    | ausgeschieden | 17     |
| Chaschbaataryn Tsagaanbaatar | Klasse bis 66 kg  | Freilos              | Freilos              | Tu Kai-Wen           | 0111:001             | Colin Oates              | 000:0011                 | ausgeschieden               | ausgeschieden               | ausgeschieden                       | ausgeschieden                       | ausgeschieden | ausgeschieden | ausgeschieden                      | ausgeschieden                      | ausgeschieden    | ausgeschieden | 9      |
| Saindschargalyn Njam-Otschir | Klasse bis 73 kg  | Freilos              | Freilos              | Christopher Völk     | 0113:0101            | Wolodymyr Soroka         | 0011:0002                | Mansur Isaew                | 0001:100                    | Nicholas Delpopolo                  | 0011:0002                           | ausgeschieden | ausgeschieden | Dex Elmont                         | 0011:0002                          | ausgeschieden    | ausgeschieden | Bronze |
| Naidangiin Tüwschinbajar     | Klasse bis 100 kg | –                    | –                    | Teerawat Homklin     | 101:000              | Thierry Fabre            | 100:000                  | Ramziddin Sayidov           | 100:0001                    | –                                   | –                                   | Hwang Hee-tae | 001:0001      | –                                  | –                                  | Tagir Chaibulaew | 000:100       | Silber |

### Leichtathletik
Laufen und Gehen
| Athleten                     | Wettbewerb | Vorlauf | Vorlauf | Halbfinale | Halbfinale | Finale    | Finale | Rang |
| Athleten                     | Wettbewerb | Zeit    | Rang    | Zeit       | Rang       | Zeit      | Rang   | Rang |
| ---------------------------- | ---------- | ------- | ------- | ---------- | ---------- | --------- | ------ | ---- |
| Frauen                       |            |         |         |            |            |           |        |      |
| Luwsanlchündegiin Otgonbajar | Marathon   | –       | –       | –          | –          | 2:52:15 h | 102    | 102  |
| Männer                       |            |         |         |            |            |           |        |      |
| Bat-Otschiryn Ser-Od         | Marathon   | –       | –       | –          | –          | 2:20:10 h | 51     | 51   |

### Ringen
| Athleten                       | Wettbewerb        | 1. Runde                  | 1. Runde | Achtelfinale                   | Achtelfinale  | Viertelfinale         | Viertelfinale | Halbfinale    | Halbfinale    | Hoffnungsrunde Viertelfinale | Hoffnungsrunde Viertelfinale | Hoffnungsrunde Halbfinale | Hoffnungsrunde Halbfinale | Hoffnungsrunde Finale | Hoffnungsrunde Finale | Finale        | Finale        | Rang   |
| Athleten                       | Wettbewerb        | Gegner                    | Ergebnis | Gegner                         | Ergebnis      | Gegner                | Ergebnis      | Gegner        | Ergebnis      | Gegner                       | Ergebnis                     | Gegner                    | Ergebnis                  | Gegner                | Ergebnis              | Gegner        | Ergebnis      | Rang   |
| ------------------------------ | ----------------- | ------------------------- | -------- | ------------------------------ | ------------- | --------------------- | ------------- | ------------- | ------------- | ---------------------------- | ---------------------------- | ------------------------- | ------------------------- | --------------------- | --------------------- | ------------- | ------------- | ------ |
| Freistil Frauen                |                   |                           |          |                                |               |                       |               |               |               |                              |                              |                           |                           |                       |                       |               |               |        |
| Dawaasüchiin Otgontsetseg      | Klasse bis 48 kg  | Carolina Castillo Hidalgo | 3:1      | Iwona Matkowska                | 0:5           | ausgeschieden         | ausgeschieden | ausgeschieden | ausgeschieden | ausgeschieden                | ausgeschieden                | ausgeschieden             | ausgeschieden             | ausgeschieden         | ausgeschieden         | ausgeschieden | ausgeschieden | 9      |
| Sündewiin Bjambatseren         | Klasse bis 55 kg  | Sofia Mattsson            | 0:3      | ausgeschieden                  | ausgeschieden | ausgeschieden         | ausgeschieden | ausgeschieden | ausgeschieden | ausgeschieden                | ausgeschieden                | ausgeschieden             | ausgeschieden             | ausgeschieden         | ausgeschieden         | ausgeschieden | ausgeschieden | 17     |
| Sorondsonboldyn Battsetseg     | Klasse bis 63 kg  | Freilos                   | Freilos  | Sylvie Datty-Ngonga Tara-Agoue | 5:0           | Anastasija Grigorjeva | 3:1           | Kaori Icho    | 0:3           | –                            | –                            | –                         | –                         | Martine Dugrenier     | 3:0                   | ausgeschieden | ausgeschieden | Bronze |
| Otschirbatyn Burmaa            | Klasse bis 72 kg  | Freilos                   | Freilos  | Leah Callahan                  | 3:0           | Maider Unda           | 1:3           | ausgeschieden | ausgeschieden | ausgeschieden                | ausgeschieden                | ausgeschieden             | ausgeschieden             | ausgeschieden         | ausgeschieden         | ausgeschieden | ausgeschieden | 8      |
| Freistil Männer                |                   |                           |          |                                |               |                       |               |               |               |                              |                              |                           |                           |                       |                       |               |               |        |
| Bajaraagiin Naranbaatar        | Klasse bis 55 kg  | Hassan Rahimi             | 0:3      | ausgeschieden                  | ausgeschieden | ausgeschieden         | ausgeschieden | ausgeschieden | ausgeschieden | ausgeschieden                | ausgeschieden                | ausgeschieden             | ausgeschieden             | ausgeschieden         | ausgeschieden         | ausgeschieden | ausgeschieden | 19     |
| Pürewdschawyn Önörbat          | Klasse bis 74 kg  | Dawit Chuzischwili        | 1:3      | ausgeschieden                  | ausgeschieden | ausgeschieden         | ausgeschieden | ausgeschieden | ausgeschieden | ausgeschieden                | ausgeschieden                | ausgeschieden             | ausgeschieden             | ausgeschieden         | ausgeschieden         | ausgeschieden | ausgeschieden | 13     |
| Orgodolyn Üitümen              | Klasse bis 84 kg  | Freilos                   | Freilos  | Dato Marsagischwili            | 1:3           | ausgeschieden         | ausgeschieden | ausgeschieden | ausgeschieden | ausgeschieden                | ausgeschieden                | ausgeschieden             | ausgeschieden             | ausgeschieden         | ausgeschieden         | ausgeschieden | ausgeschieden | 14     |
| Dschargalsaichany Tschuluunbat | Klasse bis 120 kg | Freilos                   | Freilos  | Malal Ndiaye                   | 3:0           | Biljal Machow         | 1:3           | ausgeschieden | ausgeschieden | ausgeschieden                | ausgeschieden                | ausgeschieden             | ausgeschieden             | ausgeschieden         | ausgeschieden         | ausgeschieden | ausgeschieden | 5      |

### Schießen
| Athleten               | Wettbewerb                               | Qualifikation | Qualifikation | Finale        | Finale        | Ringe | Rang |
| Athleten               | Wettbewerb                               | Ringe         | Rang          | Ringe         | Rang          | Ringe | Rang |
| ---------------------- | ---------------------------------------- | ------------- | ------------- | ------------- | ------------- | ----- | ---- |
| Frauen                 |                                          |               |               |               |               |       |      |
| Otrjadyn Gündegmaa     | Luftpistole 10 Meter                     | 380           | 18            | ausgeschieden | ausgeschieden | 380   | 18   |
| Otrjadyn Gündegmaa     | Sportpistole 25 Meter                    | 577           | 27            | ausgeschieden | ausgeschieden | 577   | 27   |
| Männer                 |                                          |               |               |               |               |       |      |
| Sündewiin Bjambatseren | Luftgewehr 10 Meter                      | 693           | 23            | ausgeschieden | ausgeschieden | 693   | 23   |
| Sündewiin Bjambatseren | Kleinkaliber Dreistellungskampf 50 Meter | 1154          | 33            | ausgeschieden | ausgeschieden | 1154  | 33   |
| Sündewiin Bjambatseren | Kleinkaliber liegend 50 Meter            | 588           | 40            | ausgeschieden | ausgeschieden | 588   | 40   |

### Schwimmen
| Athleten               | Wettbewerb     | Vorlauf     | Vorlauf | Halbfinale    | Halbfinale    | Finale        | Finale        | Rang |
| Athleten               | Wettbewerb     | Zeit        | Rang    | Zeit          | Rang          | Zeit          | Rang          | Rang |
| ---------------------- | -------------- | ----------- | ------- | ------------- | ------------- | ------------- | ------------- | ---- |
| Frauen                 |                |             |         |               |               |               |               |      |
| Gantömöriin Ojuungerel | 100 m Brust    | 1:27,17 min | 5       | ausgeschieden | ausgeschieden | ausgeschieden | ausgeschieden | 45   |
| Männer                 |                |             |         |               |               |               |               |      |
| Andrjein Tamir         | 100 m Freistil | 56,37 s     | 5       | ausgeschieden | ausgeschieden | ausgeschieden | ausgeschieden | 49   |